# Paolo Corsini
Paolo Corsini (Adro, 9 dicembre 1947) è un politico e storico italiano.

## Biografia
Dopo la maturità classica conseguita presso il Liceo ginnasio statale Arnaldo di Brescia, si è laureato in Lettere classiche presso l'Università Cattolica del Sacro Cuore e ha studiato filosofia presso l'Università degli Studi di Milano. Ha insegnato Storia moderna al Dipartimento di Storia della Facoltà di Lettere e Filosofia dell'Università degli Studi di Parma dal 1983 al 2003. È grande tifoso dell'Inter e appassionato sciatore.

### Attività politica
Dopo essere stato consigliere comunale di Brescia, dal 1980 al 1992 nelle file del Partito Comunista Italiano e del PDS, è stato sindaco della città dal settembre 1992 al giugno 1994; in seguito vicesindaco nella giunta di Mino Martinazzoli dal dicembre 1994 al marzo 1996, quando si dimette per candidarsi a deputato. Eletto in Parlamento è capogruppo per il Partito Democratico della Sinistra, nella Commissione stragi e membro della commissione Affari costituzionali.
Nel dicembre 1998 viene rieletto Sindaco di Brescia al ballottaggio con il 53,13% dei voti, a fronte del 46,87% dello sfidante di centrodestra Giovanni Della Bona; si dimette quindi da deputato per potersi dedicare a tempo pieno al governo della sua città. Nel giugno 2003 è riconfermato alla carica con il 53,73% dei suffragi al ballottaggio, sconfiggendo la candidata di centrodestra Viviana Beccalossi, che ottiene il 46,27%.
Dopo due mandati consecutivi come Sindaco della città lombarda, nel 2008 viene eletto deputato a Montecitorio, nelle file del Partito Democratico (alla cui costituzione ha partecipato come membro della Commissione etica presieduta da Sergio Mattarella), nelle elezioni politiche dell'aprile 2008, nella circoscrizione Lombardia 2.
Nell'occasione delle consultazioni elettorali del febbraio 2013 è eletto al Senato nelle file dello stesso partito dopo essere stato tra i vincitori delle primarie. Vice presidente della Commissione Affari Esteri del Senato, membro della Commissione bicamerale d'inchiesta sul rapimento e sulla morte di Aldo Moro, nonché dell'Assemblea parlamentare e della Commissione cultura, scienza e istruzione del Consiglio d'Europa. 
Dal 28 febbraio 2017 fino alla fine della legislatura nel 2018, è stato membro, come indipendente, del Gruppo parlamentare di Articolo 1 - Movimento Democratico e Progressista. A partire dal gennaio 2017 non ha più tessera di partito. 
È stato presidente della Associazione degli amici della Fondazione "Italianieuropei", nonché della Fondazione "Luigi Micheletti" di Brescia. Dal 30 novembre 2024 è Presidente dell'Istituto nazionale Ferruccio Parri, l’organismo che coordina la Rete degli Istituti storici della Resistenza e dell'Età contemporanea.

## Opere
- Mondo cattolico e fascismo (1919-1929), in "Humanitas", 3, 1977, pp. 222–241
- Sapere storico e insegnamento della storia in Aa. Vv., L'insegnamento della storia, Brescia , Paideia, 1978, pp. 215-247
- Brescia. Cattolici a confronto: fede, politica e società civile (con Franco Molinari e Daniele Montanari), Esine, San Marco, 1979, pp. 228
- Storiografia. Saggio critico, testimonianze, documenti, Milano, Accademia, 1979, pp. 286
- Il riscatto del passato. La storia orale: quasi un bilancio (con G. Sciola), in "Studi Bresciani", 2, 1980, pp. 21–52
- Lo spirito assoluto in cattedra. Per una discussione sulla riforma Gentile, ibidem, 3, 1980, pp. 69–85
- Epidemia e salute pubblica: il colera del 1836 (con L. Graz), Brescia, Grafo, 1982, pp. 32
- La Bassa Bresciana nella guerra e nella Resistenza. Dinamiche sociali, ammassi e mercato nero, in "Annali dell'Istituto Alcide Cervi", 4, 1982 (1983). pp. 279–314
- Da Salò a Piazza della Loggia. Blocco d'ordine, neofascismo, radicalismo di destra a Brescia (1945-1974), (con R. Chiarini), Milano, Angeli, 1983, pp. 450
- Dal telescopio al microscopio. Indiziario e non detto in un saggio di Carlo Ginzburg in Aa.Vv., Filosofia, sapere, insegnamento, Brescia, Paideia, 1983, pp. 152-183
- Dall'Archivio di storia della Resistenza alla Fondazione "Luigi Micheletti", in La Fondazione "Luigi Micheletti" (a cura di P. Corsini - P.P. Poggio - G. Porta), Brescia, Micheletti, 1984, pp. 11–26
- Alberto Trebeschi: profilo di un intellettuale comunista 1937-1974, in A. Trebeschi, Scritti 1962-1974. Diario, lettere, interventi (a cura di C. Bragaglio - P. Corsini), Brescia, Micheletti, 1984, pp. 9–51
- Il neofascismo bresciano tra "doppiopetto" e "alternativa rivoluzionaria" (1969-1974), in Aa. Vv., L'eversione nera: cronache di un decennio (1974-1984) (a cura di P. Corsini - L. Novati), Milano, Angeli, 1985, pp. 171–219
- La storia locale: un paese nella storia, in Aa. Vv., Rezzato (a cura di P. Corsini), Brescia, Comune di Rezzato, 1985, pp. 7–38
- La città ferita. Testimonianze, riflessioni, documenti sulla strage di piazza della Loggia (a cura di R. Chiarini - P. Corsini, con una lettera di Sandro Pertini), Brescia, Centro bresciano dell'antifascismo e della Resistenza, 1985, pp. 158
- Movimento cattolico e società bresciana: un "caso" esemplare di costruzione dell'egemonia (1878-1902), in "Storia in Lombardia", 2, 1985, pp. 31–57
- La lotta politica a Brescia all'avvento del fascismo, in "Annali della Fondazione Luigi Micheletti", 1, 1985, pp. 35–80
- Sull'utilità e il danno della storia locale per gli studi storici, in "Studi Bresciani", n.s., 15, 1984 (1985), pp. 49–70
- La destra neofascista in Italia tra politica ed eversione, in "Notiziario dell'Istituto storico della Resistenza di Cuneo e provincia", 30, 1986, pp. 21–47
- Berlinguer oggi (a cura di P. Corsini - M. De Angelis), Roma, "l'Unità", 1987, pp. 176
- Il feudo di Augusto Turati. Fascismo e lotta politica a Brescia (1922-1926) (pref. di N. Tranfaglia), Milano, Angeli, 1988, pp. XX, 955
- Il declino comunista tra caso italiano e modello europeo, in "Città & Dintorni", 11/12, 1988, pp. 43–55
- La nascita della Repubblica: dalla Costituente alla Costituzione, in P. Corsini - G. Giugni - P. Scoppola, Quarantennale della Costituzione della Repubblica italiana, Brescia, "La Cittadina", 1989, pp. 7–30
- Introduzione a Aa.Vv., La Sinistra in Europa (a cura di P. Corsini), Milano, Angeli, 1989, pp. 13–21
- La rivoluzione francese tra ideologia e storia, in "Storia e documenti", 2, 1989, pp. 17–43
- Introduzione a Carpenedolo '900. Economia, società e politica nella prima metà del secolo (a cura di P. Corsini), Brescia, Grafo, 1990, pp. 7–16
- Il "prete di campagna" e il suo editore. Alle origini della collaborazione tra Don Primo Mazzolari e Vittorio Gatti (1928-1935), in "Storia in Lombardia", 2, 1990, pp. 75–126
- La guerra civile nei notiziari della Gnr e nella propaganda della Rsi, in Aa. Vv.,Guerra, guerra di liberazione, guerra civile (a cura di M. Legnami - F. Vendramini), Milano, Angeli, 1990, pp. 245–298
- "In cammino verso il comunismo": L'apprendistato politico dell'operaio Luigi Abbiati (1897-1921), in "Storia in Lombardia", 3, 1990, pp. 95–134
- Rosso di sera. Interventi tra storia e politica (1986-1990), Brescia, Città & Dintorni, 1990, pp. 195
- "Lavorare e tacere". Industria ed operai a Brescia (1940-1943), in "Annali della Fondazione Luigi Micheletti", 5, 1990-1991, pp. 587–626
- Il Pci e la questione cattolica (1921-1991), in "Città & Dintorni", 28/29, 1991, pp. 5–35
- Avversi al regime. Una famiglia comunista negli anni del fascismo (con G.F. Porta), Roma, Editori Riuniti, 1992, pp. XXV, 374
- La critica, la delusione, la speranza: l'itinerario culturale dell'ultimo Lombardo Radice, in "Riforma della Scuola", 12, 1992, pp. 46–57
- Materiali per lo studio del collaborazionismo conservati presso la Fondazione Micheletti, in "Annali della Fondazione Luigi Micheletti", 6, 1992 (1993), pp. 185–214
- Pietro Tamburini e il giansenismo lombardo (a cura di P. Corsini - D. Montanari), Brescia, Morcelliana, 1993, pp. 506
- Produzione della norma, governo della città, Brescia, Grafo, 1999, pp. 284
- Berlinguer Enrico, in Aa. Vv., Enciclopedia della sinistra europea (diretta da A. Agosti), Roma, Editori Riuniti, 2000, pp. 32–35
- Giuseppe Zanardelli: le virtù del liberalismo, in "Democrazia e diritto", 1, 2001, pp. 34-44.
- La città tra comunità e mercato, Brescia, Grafo, 2002, pp. 249
- Biografie della città. Civitas, ricordo, memoria, Brescia, Grafo, 2003, pp. 259
- Dalla Loggia. Tra cronaca e storia, Brescia, Grafo, 2005, pp. 420
- Città e pratica mafiosa: il caso di Brescia, in Aa. Vv., Cosa nostra e l'uso dell'uomo come cosa. Riflessioni su mafia e deumanizzazione, (a cura di I. Testoni), Milano, Angeli, 2007, pp. 123–144
- Sulle ali della Vittoria. Tracce di una politica per la cultura (1998-2008), Brescia, Grafo, 2008, pp. 410
- Esercizi di lettura. Tra storia e politica. Brescia, Grafo, 2010, pp. 431
- Mino Martinazzoli: l'intelligenza degli avvenimenti, il carisma della parola, in "Humanitas",6, 2011, pp. 1092–1106
- Mino Martinazzoli. Valore e limite della politica, Assisi, Cittadella, 2012, pp. 195
- Storia di Brescia. Politica, economia, società 1861-1992 (con M. Zane), Roma-Bari, Laterza, 2014, pp. 567
- Martinazzoli. Discorsi parlamentari (introduzione e cura di P.L. Castagnetti - P. Corsini), Roma, Camera dei Deputati, 2016, pp. 879
- La genesi della Croce Rossa sul modello del cattolicesimo sociale bresciano (a cura di C. Cipolla - P. Corsini), Milano, Angeli, 2017, pp. 626
- Carisma democristiano. Bruno Boni Sindaco e politico (1918-1998), Brescia, La Scuola Editrice, 2018, pp. 519 (con M. Zane)
- Mario Lussignoli maestro e umanista in rivolta, in Aa. Vv., Mario Lussignoli. Maestro di vita e di pensiero, Brescia, Liberedizioni, 2018, pp. 23–43
- Angelo Rampinelli Rota (1934-2013) (a cura di Paolo Corsini), Brescia, Liberedizioni, 2019, pp. 104
- Storia e politica, Brescia, Liberedizioni, 2019, pp. 504
- Lino Monchieri: la formazione culturale e politica (con M. Zane), in "Archivio storico della Resistenza bresciana e dell'età contemporanea", Quaderno 2, 2019, pp. 9–51
- Democrazie populiste. Storia, teoria, politica, Brescia, Morcelliana - Scholé, 2021, pp. 304
- Un mondo aperto per una buona politica. Sulla lettera enciclica Fratelli tutti, Siena, Cantagalli, 2021 (con L. Romano, V. Chiti), pp. 353
- Populismo in G. Formigoni, L. Caimi (a cura di), Dizionarietto di politica. Le nuove parole, Brescia, Scholé, 2021, pp. 344–354
- La "mediazione" di Arsenio Frugoni in "Storiografia", 26, 2022, pp. 133-151
- Saggio introduttivo, in D. Lusetti, Diario della prigionia. Lager XI-b, Brescia, Scholé, 2022, pp. 5–83
- Per un profilo etico-politico di Giuseppe Camadini, in Aa.Vv., Giuseppe Camadini 1931-2012 (a cura di G. Scanzi), Roma, Studium, 2023, pp. 67–130
- Renzo Capra, una figura storica, in P. Capra (a cura di), Renzo Capra, Brescia, La Quadra, 2023, pp. 31–53.
- Nuova storia di Brescia (1861-2023). Politica, economia, società (con M. Zane), Brescia, Scholé 2023, pp. 649
- Don Primo Mazzolari: le guerre, il fascismo, la pace, la Chiesa. Tra storiografia e politica, in "Studi bresciani", ns, 2, 2023, pp. 71–101
- Cattolici, popolari, socialisti, fascisti a Brescia tra le due guerre, in "Humanitas", 5-6, 2023, pp. 775–794
- Brescia, 28 maggio 1974: la strage di piazza della Loggia, in "Studi bresciani", ns,1, 2024, pp. 95–115
- Cesare Trebeschi. Giurista, amministratore pubblico, uomo di cultura (a cura di P. Corsini- S. Onger), Brescia, Scholé, 2024, pp. 160